# Diamond Glacier (glaciär i Kanada)
Diamond Glacier är en glaciär i Kanada.   Den ligger i provinsen British Columbia, i den sydvästra delen av landet, 3 500 km väster om huvudstaden Ottawa. Diamond Glacier ligger 2 042 meter över havet.
Terrängen runt Diamond Glacier är varierad. Diamond Glacier ligger uppe på en höjd. Närmaste större samhälle är Squamish, 18,6 km sydväst om Diamond Glacier. 
I omgivningarna runt Diamond Glacier växer i huvudsak barrskog. Trakten runt Diamond Glacier är nära nog obefolkad, med mindre än två invånare per kvadratkilometer.